# Списак основних школа у Поморавском округу
Списак државних основних школа у Поморавском управном округу односно Граду Јагодини, општинама Деспотовац, Параћин, Рековац, Свилајнац и Ћуприја.

## Град Јагодина
| Основна школа                     | Адреса                          | Година оснивања | Ранији називи                                                                                                 |
| --------------------------------- | ------------------------------- | --------------- | --- |
| Музичка школа „Владимир Ђорђевић” | Бошка Бухе 4, Јагодина          | 1952.           | — |
| ОШ „17. октобар”                  | Теслина 1, Јагодина             | 1963.           | — |
| ОШ „Бошко Ђуричић”                | Милана Мијалковића 15, Јагодина | 1952.           | Вежбаоница Учитељске школе                                                                                    |
| ОШ „Бранко Радичевић”             | Бунар бб, Бунар                 | —               | — |
| ОШ „Вук Караџић”                  | Глоговац бб, Глоговац           | 1853.           | — |
| ОШ „Горан Остојић”                | Зеленгора бб, Јагодина          | 1969.           | Пета основна школа · ОШ „25. мај”                                                                             |
| ОШ „Јоца Милосављевић”            | Багрдан бб, Багрдан             | 1836.           | — |
| ОШ „Љубиша Урошевић”              | Цара Душана 146, Рибаре         | 1851.           | Народна школа                                                                                                 |
| ОШ „Милан Мијалковић”             | Милунке Савић 1, Јагодина       | 1951.           | Друга осмолетка у Светозареву                                                                                 |
| ОШ „Рада Миљковић”                | Кнеза Лазара бб, Јагодина       | 1960.           | Прва основна школа                                                                                            |
| ОШ „Радислав Никчевић”            | Мајур бб, Мајур                 | 1960.           | Основна народна школа Мајурска · Основна школа Мајур · Осмолетка Мајур · Основна школа „Вожд Карађорђе” Мајур |
| Школа са домом „11. мај”          | Славке Ђурђевић 8, Јагодина     | —               | — |

## Општина Деспотовац
| Основна школа             | Адреса                        | Година оснивања | Ранији назив |
| ------------------------- | ----------------------------- | --------------- | ------------ |
| ОШ „Вук Караџић”          | Ресавица бб, Деспотовац       | 1955.           | —            |
| ОШ „Деспот Стефан Високи” | Рудничка 10, Деспотовац       | 1876.           | —            |
| ОШ „Ђура Јакшић”          | Плажане бб, Плажане           | —               | —            |
| ОШ „Стеван Немања”        | Стењевац бб, Стењевац         | —               | —            |
| ОШ „Стеван Синђелић”      | Велики Поповић бб, Деспотовац | 1964.           | —            |

## Општина Параћин
| Основна школа              | Адреса                              | Година оснивања | Ранији назив                                                |
| -------------------------- | ----------------------------------- | --------------- | ----------------------------------------------------------- |
| ОМШ „Миленко Живковић”     | Бранка Крсмановића 47, Параћин      | 1953.           | —                                                           |
| ОШ „Бранко Крсмановић”     | Бранка Крсмановића бб, Доња Мутница | —               | —                                                           |
| ОШ „Бранко Крсмановић”     | Сикирица                            | 1969.           | „Школа Сикиричка” · ОШ „Карађорђе” · ОШ „Бранко Крсмановић” |
| ОШ „Бранко Радичевић”      | Забрешка бб, Поповац                | 1993.           | ОШ „25. мај”                                                |
| ОШ „Вук Караџић”           | Поточац бб, Поточац                 | 1957.           | —                                                           |
| ОШ „Ђура Јакшић”           | Раваничка 3, Параћин                | 1972.           | —                                                           |
| ОШ „Момчило Поповић Озрен” | Глождачки венац 23а, Параћин        | 1973.           | —                                                           |
| ОШ „Радоје Домановић”      | Књаза Милоша 2, Параћин             | 1950.           | —                                                           |
| ОШ „Стеван Јаковљевић”     | Војводе Бојовића 13, Параћин        | 1963.           | —                                                           |

## Општина Рековац
| Основна школа          | Адреса              | Година оснивања | Ранији назив                          |
| ---------------------- | ------------------- | --------------- | ------------------------------------- |
| ОШ „Душан Поповић”     | Белушић бб, Белушић | —               | —                                     |
| ОШ „Светозар Марковић” | Рековац             | 1955.           | Осмогодишња школа „Светозар Марковић” |

## Општина Свилајнац
| Основна школа             | Адреса                             | Година оснивања | Ранији назив        |
| ------------------------- | ---------------------------------- | --------------- | ------------------- |
| ОШ „Бранко Радичевић”     | Ресавска 69, Седларе               | —               | —                   |
| ОШ „Јован Јовановић Змај” | Алеја Зорана Ђинђића бб, Свилајнац | 1960.           | ОШ „Чика Јова Змај” |
| ОШ „Стеван Синђелић”      | Војска                             | 1868.           | —                   |
| ОШ „Вожд Карађорђе”       | Кушиљево бб, Свилајнац             | —               | —                   |

## Општина Ћуприја
| Основна школа       | Адреса                     | Година оснивања | Ранији назив                         |
| ------------------- | -------------------------- | --------------- | ------------------------------------ |
| ОМШ „Душан Сковран” | Иве Лоле Рибара 1, Ћуприја | 1946.           | —                                    |
| ОШ „13. октобар”    | Алексе Шантића бб, Ћуприја | 1965.           | —                                    |
| ОШ „Вук Караџић”    | Кнеза Милоша 96, Ћуприја   | 1933.           | ОШ „Престолонаследника Петра Другог” |
| ОШ „Ђура Јакшић”    | Карађорђева 46, Ћуприја    | 1805.           | —                                    |